# 모두의 골프
모두의 골프(Everybody's Golf, みんなのGOLF, 과거 북아메리카 출시명: Hot Shots Golf)는 소니 인터랙티브 엔터테인먼트가 플레이스테이션 시리즈의 비디오 게임 콘솔용으로 배급한 골프 게임 시리즈이다. 이 시리즈는 만화같은 캐릭터들이 등장하며 미니어처 골프와 같은 모드에 사실적인 게임 엔진과 정확한 공 물리학적 요소를 결합했다.
1997년부터 2017년 사이 7개의 주요 게임들이 플레이스테이션 브랜드의 콘솔용으로 출시되었다.

## 게임
- 모두의 골프 (1997년 비디오 게임)
- 모두의 골프 2
- 모두의 골프 3
- 모두의 골프 4
- 모두의 골프 포터블
- 모두의 테니스
- 모두의 골프 5
- 모두의 골프 포터블 2
- 모두의 스트레스 버스터
- 모두의 테니스 포터블
- 모두의 골프 6
- 모두의 골프 (2017년 비디오 게임)
- 모두의 골프 VR